# Cyathea aemula
Cyathea aemula är en ormbunkeart som beskrevs av Lehnert. Cyathea aemula ingår i släktet Cyathea och familjen Cyatheaceae. Inga underarter finns listade.